# 烏石鼻漁港
烏石鼻漁港為一座位於臺灣臺東縣長濱鄉的漁港，距離北方同在長濱鄉的長濱漁港約8公里。目前在行政院農業部漁業署新制的漁港法之中，被歸類在第二類漁港中，由新港區漁會進行管理。

## 簡介
烏石鼻漁港最早興建於1975年（民國64年），當時僅有曳船道一座以供當地旦曼與寧埔地區的漁筏起卸使用，後陸續興建有碼頭、聯外道路陸上設備等相關設施。
烏石鼻漁港興建在烏石鼻的火成岩地形上，目前設籍漁船數8艘，漁港捕撈漁獲以龍蝦、白帶魚等近海魚種為主，在2009年（民國98年）時曾名列在漁業署所舉辦的十大魅力漁港之中。
烏石鼻漁港因無防坡堤之設置，故港區泊地穩靜度極差，如將漁船安置在烏石鼻漁港碼頭邊，會因風浪關係讓漁船衝撞碼頭混凝土構造物，因此，當地漁民都將漁船停至烏石鼻內海區，利用混凝土塊沉至內海區，以作為錨供漁船停靠，再從港區內的曳船道搭乘小型竹筏至內海泊地上的漁船出海。
目前烏石鼻漁港尚無任何增建或改善計畫。

## 設施
烏石鼻漁港目前有曳船道一座以及海洋委員會海巡署東部分署所設立的安檢所，名為烏石鼻安檢所，隸屬在岸巡八二大隊旗下。

## 周遭景點
- 烏石鼻風景區
- 三仙台
- 小港漁港
- 玉長公路

## 資料來源
1. ↑  .   [2015-02-23].[永久]
2. 1 2  .   [2015-02-23]. （原始内容存档于2018-12-26）.
3. 1 2  .   [2015-02-23]. （原始内容存档于2015-04-15）.

## 外部連結
- 烏石鼻漁港 漁業休閒樂活主題網 （页面存档备份，存于）